# Каспичан (община)
Каспичан (болг. Община Каспичан) — община в Болгарии. Входит в состав Шуменской области. Население составляет 9822 человека (на 21.07.05 г.).

## Состав общины
В состав общины входят следующие населённые пункты:
1. село Вырбяне
2. село Златна-Нива
3. город Каспичан
4. село Каспичан
5. село Косово
6. село Кюлевча
7. село Марково
8. село Могила
9. город Плиска